# Pflexit
Pflexit ist als Kunst- und Kofferwort eine Verschmelzung vom deutschen „Pflege“ und dem englischen „Exit“ (deutsch: Ausgang, Abgang, Beenden). Mit Pflexit wird der Weggang professioneller Pflegekräfte aus ihren Berufen bzw. Tätigkeitsfeldern bezeichnet. 
Der sogenannte Pflexit-Monitor der Paul Hartmann AG untersuchte 2018 erstmals mittels einer Online-Umfrage unter 300 Pflegekräften die Situation in Deutschland. 
Raimund Koch schreibt: Der Begriff „soll den aktuellen Pflegenotstand verdeutlichen. Warum denken also so viele Pflegekräfte über einen Ausstieg aus ihrem Beruf nach? Hauptgrund ist vor allem der permanente Personalmangel – dies bestätigten fast drei Viertel aller Befragten – sowie die generell hohe Arbeitsbelastung“. Die Vereinigung der Pflegenden in Bayern (VdPB) schreibt: „Verbände und Einrichtungen warnen angesichts der Überlastung von Pflegefachpersonen vor einem massenhaften ‚Pflexit‘, der in allen Bereichen drohe. Belastbare Zahlen, die dieses Risiko belegen, liegen für weite Teile der Profession jedoch nicht vor“.
Dem Pflegenotstand sollte u. a. mit dem Pflegepersonal-Stärkungsgesetz von 2018 entgegengewirkt werden. In ihm „geht es um mehr Stellen und um bessere Arbeitsbedingungen in der Pflege. Die veränderte Finanzierung der Pflege ist der erste Schritt“. Doch durch die COVID-19-Pandemie verschärfte sich 2021 die Sorge vor einer „Massenflucht von Arbeitskräften“.
Pflexit wurde von der Gesellschaft für deutsche Sprache 2021 auf den dritten Platz als Wort des Jahres (Deutschland) gesetzt.